# 칠골역
칠골역( - 驛)은 조선민주주의인민공화국 평양직할시 만경대구역에 위치한 평남선의 철도역이다.

## 같이 보기
- 칠골
- 칠골교회